# 上班不要看
上班不要看 NSFW，是一個在2015年12月1日成立的YouTube頻道，所屬公司為陸伍伍參伍娛樂股份有限公司，創辦人為呱吉和湯瑪士。上班不要看這個名稱來自於NSFW（Not Safe/Suitable For Work），亦即不適合在上班時間看的頻道，以尺度較大的影片拍攝內容吸引觀眾，主要觀眾為男性。本頻道已於2025年3月13號上傳最後一部影片，宣告結束。

## 創立頻道
上班不要看創辦人呱吉（本名邱威傑），2015下半年決定自行創業，10月時向Madhead辭職，12月便成立陸伍伍參伍娛樂有限公司。

## 簡介
上班不要看這個名稱來自於NSFW（Not Safe/Suitable For Work），亦即不適合在上班時間看的頻道，以拍攝大尺度的內容吸引觀眾，主要觀眾為男性。例如團隊創立早期拍攝一部介紹陰莖冷知識的影片「十大雞雞真相」即創下近百萬觀看。團隊初期採自編腳本，並外聘演員演出的方式進行，2017年年底開始轉型，改由呱吉主演，並以「美食廢人」系列影片穩定頻道的人氣。

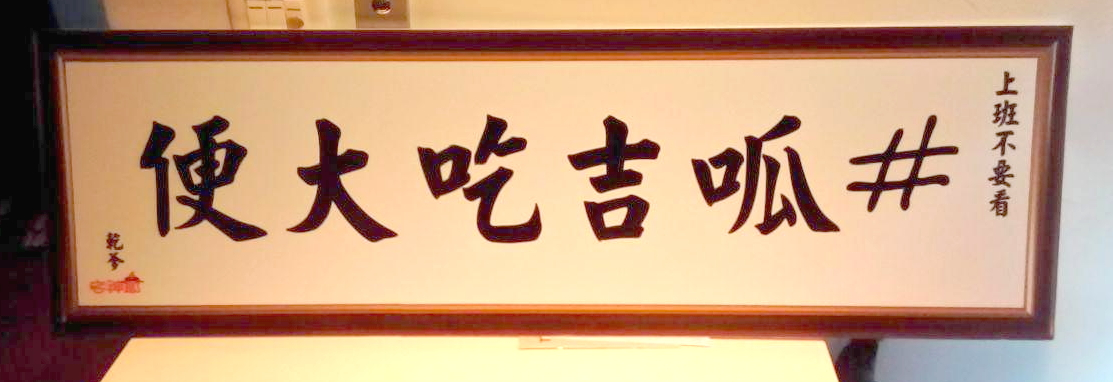
「#呱吉吃大便」的牌子

呱吉表示自己喜歡做一些不正經的事，例如穿水手服帶跳蛋逛西門町，也曾用電蚊拍電奶頭和以此方式在台北市長柯文哲面前電奶頭來拍攝支持世大運的宣傳影片，一次旁白問呱吉要整（戲弄）老婆還是吃大便，呱吉直接回答寧願吃大便也不會整老婆，因此在頻道留言「#呱吉吃大便」變成了此頻道的迷因。
呱吉表示上班不要看的目標是成為專業製片團隊。目前頻道較為有名的影片包括走鐘獎系列及《忠孝東路走九遍》。
2025年3月13日，呱吉在社群平台及直播中宣布《上班不要看》正式解散。他表示，頻道面臨成員變動、政治表態影響及財務虧損三大問題，導致經營困難，最終決定結束頻道運營。隨著許多早期成員離開，觀看數逐漸下滑，許多節目系列停播。此外，2024年6月呱吉在青島東路的政治表態後，頻道流量受到嚴重影響。財務方面，公司長期虧損，呱吉曾自掏腰包墊款半年，但仍無法彌補400萬元資金缺口，其中包含「走鐘獎」虧損2至3百萬元，最終決定於2025年初解散。呱吉強調，解散並不代表所有成員的結束，未來仍有可能以不同形式合作。

## 成員
成員列表如下（僅列幕前成員），其中除了寶寶、安妮外，其餘每個人都有自己的頻道：
| 藝名 | 本名   | 肖像 | 人物介紹 |
| ---- | ------ | ---- | --- |
| 呱吉 | 邱威傑 |      | 台灣渥克劇團編劇及演員，第13屆臺北市議員，前歡樂無法黨總書記，陸伍伍參伍娛樂股份有限公司負責人。                 |
| 諾基 | 林諾基 |      | 呱吉助理，外國合作夥伴「Rocky」經紀人。                                                                          |
| 小歐 | 曹鈞偉 |      | 卡米地喜劇俱樂部前店員，站立喜劇演員、口琴樂手。現為上班不要看特約演員，2020年開始致力於單口喜劇演出。           |
| 小餅 | 吳秉謙 |      | 前麥卡貝網路電視剪輯，擅長AE特效、Breaking、Beatbox，於2023年5月與HowFun工作室員工棠老大結婚。                   |
| 大黑 | 陳冠華 |      | 前麥卡貝網路電視攝影助理，在加入之前就與麻希是情侶，於2019年11月14日在個人頻道公開兩人關係。目前擔任攝影、剪輯。 |
| 麻希 | 楊芷宜 |      | 前麥卡貝網路電視企劃執行，在加入之前就與大黑是情侶。麻哥吃辣啦、美味關希成員。                                   |
| 小士 | 卓士瑤 |      | 剪輯之一，舞齡十年，擅長攀岩、跳舞、穿搭、滑板。長板教練，2022年與關關結婚。                                     |
| Amy  | 李珉   |      | 回歸成員，曾於2022下半年離職，2023回歸。                                                                         |
| 寶寶 | 邱寶妹 |      | 呱吉於辦公室飼養的貓。                                                                                           |
| 安妮 |        |      | 復甦安妮人體模型                                                                                                 |

- 已離開成員：瘦瘦、大蟒鈺（小鈺電動間）、超哥、尤汐伯夷（遊戲BOY）、壯壯陳彥壯、任媛媛Satomi、鴻志、AK何昌葵、阿傑、湯瑪士、蔡哥、關關[15][16]、梅伯。

## 大型企劃
| 年份 | 企劃名稱            | 地點                       | 執行人                   |
| ---- | ------------------- | -------------------------- | ------------------------ |
| 2018 | 忠孝東路走九遍      | 台北市忠孝東路一至七段     | 小歐                     |
| 2019 | 澎湖路跑環島        | 澎湖縣                     | 全體成員（除呱吉和關關） |
| 2021 | 一日雙塔            | 台灣富貴角燈塔至鵝鑾鼻燈塔 | 呱吉                     |
| 2023 | 按讚惡鬼 - 重機環台 | 台灣本島                   | 全體成員                 |
| 2024 | 按讚惡鬼北極篇      | 加拿大                     | 呱吉、麻希、大黑、火花羅 |

## 爭議
上班不要看頻道曾拍攝空中英語傳教士系列而被空中英语教室教育集團認為侵權，上班不要看認為這是一種戲謔仿作，是在著作權法上合理使用，最後兩方達成和解，上班不要看頻道將原影片下架並重新上傳，影片名稱更名為呱吉臉都綠了的陸海空中美語教室。

## 外部連結
- （繁體中文） YouTube上的上班不要看頻道
- （繁體中文） YouTube上的上班可以看頻道
- （繁體中文） 上班不要看的Facebook專頁
- （繁體中文） 上班不要看的Instagram帳戶
- （繁體中文） 上班不要看的65535品牌官網 （页面存档备份，存于）